# Kanton Chambéry-Nord
Kanton Chambéry-Nord (francouzsky Canton de Chambéry-Nord) je francouzský kanton v departementu Savojsko v regionu Rhône-Alpes. Tvoří ho dvě obce.

## Obce kantonu
- Chambéry (severní část)
- Sonnaz